# ۴۶۸ (میلادی)
۴۶۸ (میلادی) چهارصد و شصت و هشتمین سال تقویم میلادی است.

## درگذشتگان
‎